# Kolo Neszew
Kolo Neszew (ur. 30 maja 1982 w Kazanłyku) – bułgarski lekkoatleta specjalizujący się w rzucie oszczepem.
W 2008 odpadł w eliminacjach podczas igrzysk olimpijskich. Rok później uplasował się na dziewiątym miejscu mistrzostw świata wojska. Medalista mistrzostw kraju, reprezentant Bułgarii w pucharze Europy oraz drużynowym czempionacie Starego Kontynentu.
Rekord życiowy: 82,55 (25 marca 2007, Sofia) – rezultat ten do września 2020 był rekordem Bułgarii.

## Osiągnięcia
| Rok  | Zawody                                | Miejsce          | Pozycja           | Wynik |
| ---- | ------------------------------------- | ---------------- | ----------------- | ----- |
| 2005 | II liga pucharu Europy                | Stambuł          | 3. miejsce        | 67,47 |
| 2005 | Uniwersjada                           | Izmir            | el. – 11. miejsce | 63,01 |
| 2006 | II liga pucharu Europy                | Nowy Sad         | 3. miejsce        | 67,41 |
| 2007 | I liga pucharu Europy                 | Mediolan         | 6. miejsce        | 70,12 |
| 2008 | II liga pucharu Europy                | Tallinn          | 3. miejsce        | 71,16 |
| 2008 | Igrzyska olimpijskie                  | Pekin            | el. – 36. miejsce | 66,00 |
| 2009 | Mistrzostwa świata wojska             | Sofia            | 9. miejsce        | 70,59 |
| 2009 | II liga drużynowych mistrzostw Europy | Bańska Bystrzyca | 1. miejsce        | 73,38 |
| 2011 | II liga drużynowych mistrzostw Europy | Nowy Sad         | 2. miejsce        | 72,13 |
| 2013 | I liga drużynowych mistrzostw Europy  | Dublin           | 10. miejsce       | 62,98 |